# Tirreno-Adriatico 2003
La Tirreno-Adriatico 2003, trentottesima edizione della corsa, si svolse in sei tappe dal 13 al 19 marzo 2003 e affrontò un percorso totale di 1 081 km con partenza da Sabaudia e arrivo a San Benedetto del Tronto. A causa dell'annullamento della quarta tappa, il percorso inizialmente previsto di 1 235 km fu accorciato a 1081 km. Fu vinta dall'italiano Filippo Pozzato della Fassa Bortolo che si impose in 29h45'22". Pozzato scavalcò in classifica generale Danilo Di Luca nell'ultima tappa, grazie agli abbuoni negli sprint intermedi.

## Tappe
| Tappa  | Data     | Percorso                     | km    | Vincitore di tappa | Leader cl. generale |
| ------ | -------- | ---------------------------- | ----- | ------------------ | ------------------- |
| 1ª     | 13 marzo | Sabaudia > Sabaudia          | 178   | Mario Cipollini    | Mario Cipollini     |
| 2ª     | 14 marzo | Sabaudia > Tarquinia         | 213   | Filippo Pozzato    | Filippo Pozzato     |
| 3ª     | 15 marzo | Tarquinia > Foligno          | 168   | Mario Cipollini    | Paolo Bettini       |
| 4ª     | 16 marzo | Foligno > Ortezzano          | 154   | annullata          | Paolo Bettini       |
| 5ª     | 17 marzo | Monte San Giusto > Rapagnano | 181   | Ruggero Marzoli    | Paolo Bettini       |
| 6ª     | 18 marzo | Teramo > Torricella Peligna  | 179   | Danilo Di Luca     | Danilo Di Luca      |
| 7ª     | 19 marzo | San Benedetto del Tronto     | 162   | Óscar Freire       | Filippo Pozzato     |
| Totale | Totale   | Totale                       | 1 081 |                    |                     |

## Squadre partecipanti
| N.    | Cod. | Squadra                          |
| ----- | ---- | -------------------------------- |
| 1-8   | DVE  | Domina Vacanze-Elitron           |
| 11-18 | ALS  | Alessio                          |
| 21-28 | PAN  | Panaria-Fiordo                   |
| 31-38 | COF  | Cofidis, le Crédit par Téléphone |
| 41-48 | DNC  | De Nardi-Colpack                 |
| 51-58 | FAS  | Fassa Bortolo                    |
| 61-68 | FPF  | Formaggi Pinzolo Fiavé           |
| 71-78 | GST  | Gerolsteiner                     |
| 81-88 | BAN  | iBanesto.com                     |
| 91-98 | LAN  | Landbouwkrediet-Colnago          |

| N.      | Cod. | Squadra                            |
| ------- | ---- | ---------------------------------- |
| 101-108 | LAM  | Lampre                             |
| 111-118 | LOT  | Lotto-Domo                         |
| 121-128 | ONE  | ONCE-Eroski                        |
| 131-138 | PHO  | Phonak Hearing Systems             |
| 141-148 | QSD  | Quick Step-Davitamon               |
| 151-158 | RAB  | Rabobank                           |
| 161-168 | SAE  | Saeco-Longoni Sport                |
| 171-178 | VIN  | Vini Caldirola-Sidermec-Saunier D. |
| 181-188 | CSC  | Team CSC                           |
| 191-198 | TEL  | Team Telekom                       |

## Classifiche finali

### Classifica generale - Maglia azzurra
| Pos. | Corridore       | Squadra         | Tempo     |
| ---- | --------------- | --------------- | --------- |
| 1    | Filippo Pozzato | Fassa Bortolo   | 29h45'22" |
| 2    | Danilo Di Luca  | Saeco           | a 4"      |
| 3    | Ruggero Marzoli | Alessio-Bianchi | a 12"     |
| 4    | Michael Boogerd | Rabobank        | a 13"     |
| 5    | Paolo Bettini   | Quick Step      | a 21"     |
| 6    | Marcus Zberg    | Gerolsteiner    | s.t.      |
| 7    | Andreas Klöden  | Telekom         | a 22"     |
| 8    | Erik Zabel      | Telekom         | a 23"     |
| 9    | Luca Paolini    | Quick Step      | a 27"     |
| 10   | Andrea Noè      | Alessio-Bianchi | a 33"     |